# Cappella di Santa Maria Maddalena (Roma)
La cappella di Santa Maria Maddalena era, assieme alla cappella dei Santi Innocenti, una delle due cappelle situate ai lati della parte meridionale del ponte Sant'Angelo, nel rione Ponte di Roma. Era dedicata a santa Maria Maddalena e venne demolita intorno al 1530.

## Storia
Durante il Giubileo del 1450, quando migliaia di pellegrini si recarono in pellegrinaggio a Roma, avvenne un incidente molto grave presso il ponte Sant'Angelo. Tra i pellegrini che attraversavano il ponte c'era una mula appartenente a un cardinale: a un certo punto, l'animale scivolò, causando un panico generale. Le ringhiere del ponte si ruppero, facendo cadere delle persone nel fiume: in totale morirono 172 persone, calpestate dalla folla o annegate nelle acque del Tevere.
In ricordo della tragedia e delle sue vittime, il papa Niccolò V (1447-1455) fece innalzare due cappelle ottagonali ai lati dell'accesso meridionale del ponte: una dedicata a santa Maria Maddalena, l'altra ai santi Innocenti. Il motivo per il quale la cappella venne consacrata a Maria Maddalena potrebbe essere dovuto al fatto che una reliquia di questa santa è venerata nella vicina chiesa dei Santi Celso e Giuliano.
Durante il sacco di Roma del maggio del 1527, le due cappelle furono utilizzate come punti di osservazione dai lanzichenecchi di Carlo V o per cercare di cannoneggiare il castel Sant'Angelo dall'altra parte del ponte. La cappella venne danneggiata durante il saccheggio e subì degli altri danni durante l'alluvione del Tevere nell'ottobre del 1530, finché il papa Clemente VII (1523-1534) non la fece demolire assieme alla cappella gemella. Al loro posto verranno erette due statue dei santi Pietro e Paolo. Nei secoli successivi, a Maria Maddalena verranno dedicate altre chiese di Roma, mentre non sarà così per i santi Innocenti. Successivamente venne costruita una cappella nei paraggi che veniva usata per confortare i condannati a morte: la cappella di San Giovanni Decollato a Ponte Sant'Angelo.